# Eulasia anemurensis
Eulasia anemurensis es una especie de coleóptero de la familia Glaphyridae.

## Distribución geográfica
Habita en Turquía.